# Esperimento di Galileo sulla caduta dei gravi dalla torre di Pisa

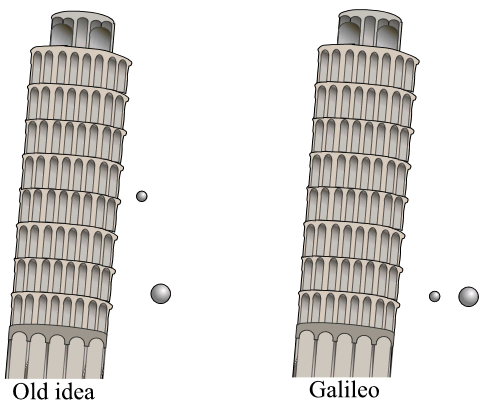
Confronto tra la credenza tradizionale e l'esito dell'esperimento

L'esperimento di Galileo sulla caduta dei gravi dalla torre di Pisa fu un esperimento scientifico attribuito a Galileo Galilei.
Tra il 1589 e il 1592, si dice che lo scienziato italiano Galileo (all'epoca professore di matematica all'Università di Pisa) abbia fatto cadere due sfere di massa diversa dalla Torre di Pisa per dimostrare che il loro tempo di discesa era indipendente dalla loro massa, secondo una biografia dell'allievo di Galileo Vincenzo Viviani, composta nel 1654 e pubblicata nel 1717. La premessa di base era già stata dimostrata da sperimentatori italiani qualche decennio prima.
Secondo la storia, attraverso questo esperimento, Galileo scoprì che gli oggetti cadevano con la stessa accelerazione, dimostrando che la sua previsione era vera, mentre allo stesso tempo smentiva la teoria della gravità di Aristotele, che afferma invece che gli oggetti cadono a velocità proporzionale alla loro massa. La maggior parte degli storici considera che sia stato un esperimento mentale piuttosto che un test fisico.

## Contesto
Già Giovanni Filopono, filosofo greco bizantino del VI secolo e commentatore aristotelico, sosteneva che la parte della fisica aristotelica secondo cui gli oggetti cadono in proporzione al loro peso non era corretta, proponendo un esperimento simile a quello attribuito a Galileo. Nel 1544, Benedetto Varchi scrisse Questione sull'alchimia in cui contestò la visione aristotelica della caduta dei gravi e affermò che anche altri erano della stessa opinione. Nel 1551 Domingo de Soto suggerì che gli oggetti in caduta libera accelerassero uniformemente. Nella dedicatoria del Resolutio omnium Euclidis problematum del 1553, il matematico Giovanni Battista Benedetti dimostra a livello teorico che corpi della stessa sostanza, che possono essere uguali o no, nello stesso mezzo percorrono spazi uguali in tempi uguali; la tesi è riproposta nel Diversarum speculationum mathematicarum et physicarum liber, con riferimento a due sfere omogenee, una il quadruplo dell'altra. Tutto questo precedette la nascita nel 1564 di Galileo Galilei.

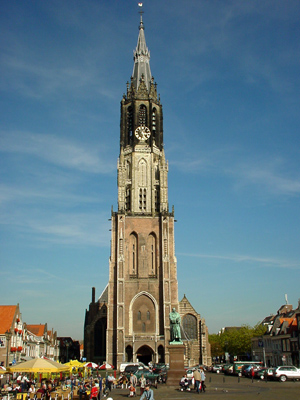
La Nieuwe Kerk a Delft, dove ha avuto luogo l'esperimento di Stevino e de Groot

Un esperimento simile è stato condotto a Delft nei Paesi Bassi, dal matematico e fisico Simone Stevino e Jan Cornets de Groot (il padre di Hugo de Groot). L'esperimento è descritto nel libro di Stevino del 1586 De Beghinselen des Waterwichts (I Principi di Idrostatica):
(Simone Stevino, De Beghinselen des Waterwichts, p. 66)

## L'esperimento di Galileo
Nel momento in cui Viviani afferma che l'esperimento ebbe luogo, Galileo non aveva ancora formulato la versione definitiva della sua legge della caduta dei corpi. Tuttavia, egli aveva formulato una versione precedente che prevedeva che corpi dello stesso materiale che cadevano attraverso lo stesso mezzo sarebbero caduti alla stessa velocità. Ciò era contrario a ciò che aveva insegnato Aristotele, ovvero che gli oggetti pesanti cadono più velocemente di quelli più leggeri, e in proporzione diretta al loro peso. Sebbene questa storia sia stata raccontata in resoconti popolari, non esiste alcun resoconto dello stesso Galileo di un tale esperimento, e molti storici credono che fosse un esperimento mentale. Un'eccezione è Stillman Drake, che sostiene che si sia svolta, più o meno come l'ha descritta Viviani, come manifestazione per gli studenti.
Galileo espose le sue idee sulla caduta delle persone, e sui proiettili in generale, nel suo libro Discorsi e dimostrazioni matematiche intorno a due nuove scienze (1638). Le due scienze erano la scienza del movimento, che divenne la pietra angolare della fisica, e la scienza dei materiali e delle costruzioni, un importante contributo all'ingegneria. Galileo arrivò alla sua ipotesi da un famoso esperimento mentale delineato nel suo libro De Motu. Questo esperimento funziona come segue: immagina che due oggetti, uno leggero e uno più pesante dell'altro, siano collegati tra loro da una stringa. Lascia cadere questo sistema di oggetti dalla cima di una torre. Se assumiamo che gli oggetti più pesanti cadono effettivamente più velocemente di quelli più leggeri (e viceversa, gli oggetti più leggeri cadono più lentamente), la corda presto si tenderà poiché l'oggetto più leggero ritarda la caduta dell'oggetto più pesante. Ma il sistema considerato nel suo insieme è più pesante del solo oggetto pesante, e quindi dovrebbe cadere più velocemente. Questa contraddizione porta a concludere che l'assunzione è falsa.

## Esecuzioni successive
L'astronauta David Scott eseguì una versione dell'esperimento sulla Luna durante la missione Apollo 15 nel 1971, lasciando cadere una piuma e un martello dalle sue mani. A causa della trascurabile atmosfera lunare, non c'era resistenza sulla piuma, che colpì il suolo contemporaneamente al martello.